# Gustav Delpy
Gustav Delpy (* 11. Februar 1854 in Köln; † 2. August 1921 ebenda) war ein deutscher Redakteur, Schriftsteller und Musiktexter.

## Veröffentlichungen
- 1902: Gustav Delpy: Das Odinsthal bei Cöln, Naturpark für eine Villen-Kolonie. Führer durch das Thal und seine Umgebung. Köln 1902.
- 1900: Festschrift zum fünfzigjährigen Jubiläum von Hoffmann’s Stärkefabriken Aktiengesellschaft: Salzuflen, am 29. September 1900., 1900, 74 S.
- 1897: Gustav Delpy und W. Mühldorfer: An der Neige des Jahrhunderts. Kölner Verlags-Anstalt & Druckerei, Köln 1897, 23 S.
- 1894: Gustav Delphy mit Jean Dietz: Zum 25-jährigen Geschäfts-Jubiläum des Herrn Jean Dietz, Direktor der Kölner Verlags-Anstalt & Druckerei. 1869–1894., Köln 1894, 27 S.
- 1889: Gustav Delpy: Die Reise des Kölner Männergesang-Vereins nach Italien etc., 1889, 172 S.
- 1889: Toni Avenarius, Gustav Delpy und Große Karnevalsgesellschaft Köln: Kölner Carneval 1889: officielle Darstellung des Rosenmontaszuges nach den Originalzeichnungen von Tony Avenarius., Heyn 1889, 8 S.
- 1882: Gustav Delpy: Deutschlands Genius: allegorisches Festgedicht zur hundertjährigen Jubel-Aufführung der Räuber von Schiller am 13. Januar 1882, Köln 1882.

## Liedtexte
- 1881: Gustav Delpy (Text): nach einer Komposition von Alfred Dregert: „Rumänische Königshymne. Seiner Majestät dem Könige Karl I. von Rumänien ehrfurchtsvolle zugeeignet“, Text von Gustav Delpy[2]